# Hansjörg Schmid
Hansjörg Schmid (* 1972) ist ein deutscher katholischer Theologe. 

## Leben
Hansjörg Schmid absolvierte 1991 sein Abitur am Fürstenberg-Gymnasium in Donaueschingen. Er studierte Theologie an der Albert-Ludwigs-Universität Freiburg (1993–1995/1996–1998), an der Universität Basel (1997) im Rahmen des Eucor-Programms und an der Dormitio-Abtei (1995–1996) in Jerusalem als Stipendiat des DAAD. Nach dem Diplom in Theologie 1998 absolvierte er von 1998 bis 2002 ein Promotionsstudium in Theologie. 
Von 1999 bis 2002 war er wissenschaftlicher Mitarbeiter am Arbeitsbereich Neues Testament in Freiburg im Breisgau. Von 2002 bis 2010 leitete er das Referat Interreligiöser Dialog an der Akademie der Diözese Rottenburg-Stuttgart. Von 2010 bis 2011 hatte er ein DFG-Projekt „Eigene Stelle“ am Lehrstuhl Christliche Sozialethik der Universität München. Von 2011 bis 2014 setzte er seine Tätigkeit an der Akademie der Diözese Rottenburg-Stuttgart fort. 2012 schloss er das Habilitationsverfahrens in München mit der Lehrbefähigung für das Fachgebiet „Christliche Sozialethik“ ab. Seit 2012 ist er Privatdozent für Christliche Sozialethik an der Universität München. 2014 war er Gastprofessor am Zentrum Theologie Interkulturell und Studium der Religionen der Universität Salzburg. Seit 2015 ist er Direktor des „Schweizerischen Zentrums für Islam und Gesellschaft“ (SZIG) an der Universität Freiburg i. Üe. Seit 2017 lehrt er als Professor für interreligiöse Ethik und christlich-muslimische Beziehungen.

## Werke (Auswahl)
- Gegner im 1. Johannesbrief? Zu Konstruktion und Selbstreferenz im johanneischen Sinnsystem (Beiträge zur Wissenschaft vom Alten und Neuen Testament 159), Stuttgart 2002.
- Wie heute vom Tod Jesu sprechen? Neutestamentliche, systematisch-theologische und liturgiewissenschaftliche Perspektiven, Tagungsberichte der Katholischen Akademie der Erzdiözese Freiburg, Freiburg 2002, mit Gerd Häfner.
- Gesellschaft gemeinsam gestalten. Islamische Vereinigungen als Partner in Baden-Württemberg, Baden-Baden 2008, mit Ayşe Almıla Akca und Klaus Barwig.
- Islam im europäischen Haus. Wege zu einer interreligiösen Sozialethik, Freiburg 2012.
- Junge Muslime als Partner. Ein empiriebasierter Kompass für die praktische Arbeit, Weinheim 2014, mit Hussein Hamdan.
- Exploring Islamic Social Work. Between Community and the Common Good, Springer 2022, mit Amir Sheikhzadegan (Hrsg.), https://link.springer.com/book/10.1007/978-3-030-95880-0